# (9377) Metz
Pour les articles homonymes, voir Metz (homonymie).
(9377) Metz est un astéroïde de la ceinture principale.

## Description
(9377) Metz est un astéroïde de la ceinture principale. Il fut découvert par Eric Walter Elst le 15 août 1993 à Caussols. Il présente une orbite caractérisée par un demi-grand axe de 3,012 UA, une excentricité de 0,0455 et une inclinaison de 2,185° par rapport à l'écliptique.
Il fut nommé en l'honneur de la ville française de Metz située en région Lorraine, située au confluent de la Moselle et de la Seille. Elle tient son nom du peuple gaulois des Mediomatrici. Elle est devenue la capitale de la Lorraine en 843.

## Compléments